# Habronyx trilineatus
Habronyx trilineatus är en stekelart som först beskrevs av Cameron 1906.  Habronyx trilineatus ingår i släktet Habronyx och familjen brokparasitsteklar. Inga underarter finns listade i Catalogue of Life.